# Catedral de la Inmaculada Concepción (Wichita)
La Catedral de la Inmaculada Concepción  (en inglés: Cathedral of the Immaculate Conception) También conocida como la Catedral de Santa María, es una catedral católica en Wichita, Kansas, Estados Unidos. Es la sede de la diócesis de Wichita.
La primera iglesia católica fue construida en Wichita en 1872. La parroquia de la catedral fue fundada en 1887. La actual iglesia de la catedral fue comenzada en 1906 y fue consagrada el 19 de septiembre de 1912. El diseño fue elaborado por Emmanuel Louis Masqueray. El cardenal James Gibbons de Baltimore dedicó la iglesia en presencia de otros 30 obispos católicos. El arzobispo John J. Glennon de St. Louis pronunció el sermón. La catedral fue construida a un costo de $ 220,000.  El edificio fue construido de piedra de Bedford. Mide 169 pies (52 m) de largo y 100 pies (30 m) de ancho en el transepto. La cúpula está a 135 pies (41 m) pies del suelo. Las puertas de bronce, que fueron diseñadas y creadas por Domus Dei de Italia, fueron instaladas en 1997.

## Véase también

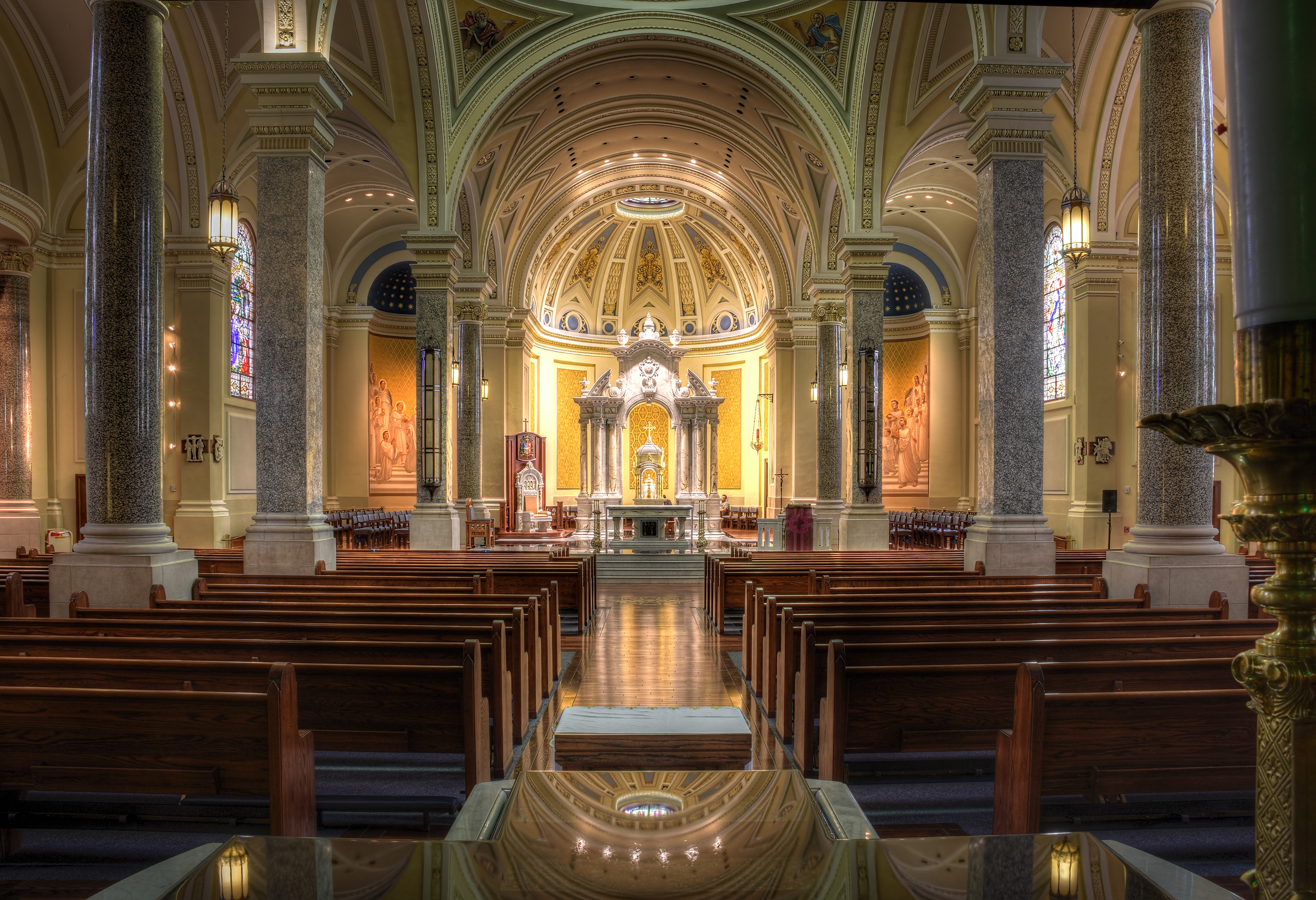
Vista interna